# スタークビル (ミシシッピ州)
スタークビル（英: Starkville）は、アメリカ合衆国ミシシッピ州の都市。オクティベハ郡の郡庁所在地である。人口は2万4360人（2020年）。オクティベハ郡全体を含むスタークビル都市圏の中核である。
ミシシッピ州でゴールデン・トライアングルと呼ばれるコロンバス、ウェストポイントとスタークビルの3市で作る三角形に属しており、その所属するラウンズ郡、クレイ郡とオクティベハ郡が含まれている。
ミシシッピ州立大学のキャンパスがスタークビルに接し、一部は市の東部に含まれている。2011年秋の時点でミシシッピ州立大学には2万人の学生、4,000人以上の大学院生、1,300人以上の教職員がいる。この大学はスタークビル市では最大の雇用主である。学生はマグノリア映画祭の聴衆となってきた。この祭は毎年2月に開催されており、州内では最古の映画祭である。スタークビルで開催され、ミシシッピ州立大学学生会に強く支持されているその他の主要な行事として、ダディ・グラス・パレード、コットン地区芸術祭、スーパー・ブルドッグ・ウィークエンド、オールドメイン音楽祭、ラグタイム&ジャズ音楽祭、ブルドッグ・バッシュがある。

## 歴史
スタークビルとなった地域には2,100年にわたって人が住み続けてきた。その2100年前とされる土器の破片などという形態で人工物が、スタークビルの東、ハーマン・マウンドとビレッジの遺跡で見つかっており、このアメリカ合衆国国家歴史登録財に指定される場所にはインディアン・マウンド・キャンプグラウンドからアクセスできる。アメリカ独立戦争の直前、この地域にはチョカマあるいはチャクチウマ族インディアンが住んでいたが、チョクトー族とチカソー族のあまり見られない同盟によって、その頃に滅ばされた。スタークビル地域の現在の町は、1830年、ダンシング・ラビット・クリークの条約で、オクティベハ郡にいたチョクトー族が地域の土地に対する権利主張を諦めた後で、開拓が始まった。ここには2つの大きな泉があったので、白人開拓者が惹きつけられてきた。町の南西に下見板を作る工場があり、このことで町は当初ボードタウンと呼ばれた。1835年、ボードタウンはオクティベハ郡の郡庁所在地とされ、町名は独立戦争の英雄ジョン・スターク将軍にちなんでスタークビルと改名された。
2006年3月21日、スタークビルは、レストランやバーを含め公共の屋内スペースでの禁煙を採用したことで、ミシシッピ州初の都市となった。この条例は2006年5月20日に有効となった。

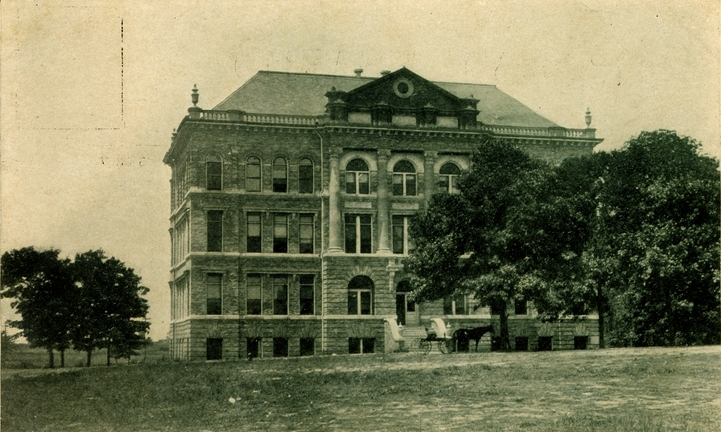
モンゴメリー・ホール、スタークビルに21か所あるアメリカ合衆国国家歴史登録財の1つ

## 地理
スタークビル市は北緯33度27分45秒 西経88度49分12秒 / 北緯33.46250度 西経88.82000度 (33.462471, -88.819990)に位置している。
アメリカ合衆国国勢調査局に拠れば、市域全面積は25.8平方マイル (66.9 km2)であり、このうち陸地25.7平方マイル (66.5 km2)、水域は0.2平方マイル (0.4 km2)で水域率は0.58%である。
アメリカ国道82号線とミシシッピ州道12号線および同25号線がスタークビル市内の幹線道である。最寄りの空港はゴールデン・トライアングル地域空港である。ジョージ・M・ブライアン・フィールドはスタークビルの一般用途空港となっている。この地域にはさらに民有の滑走路が幾つかある。

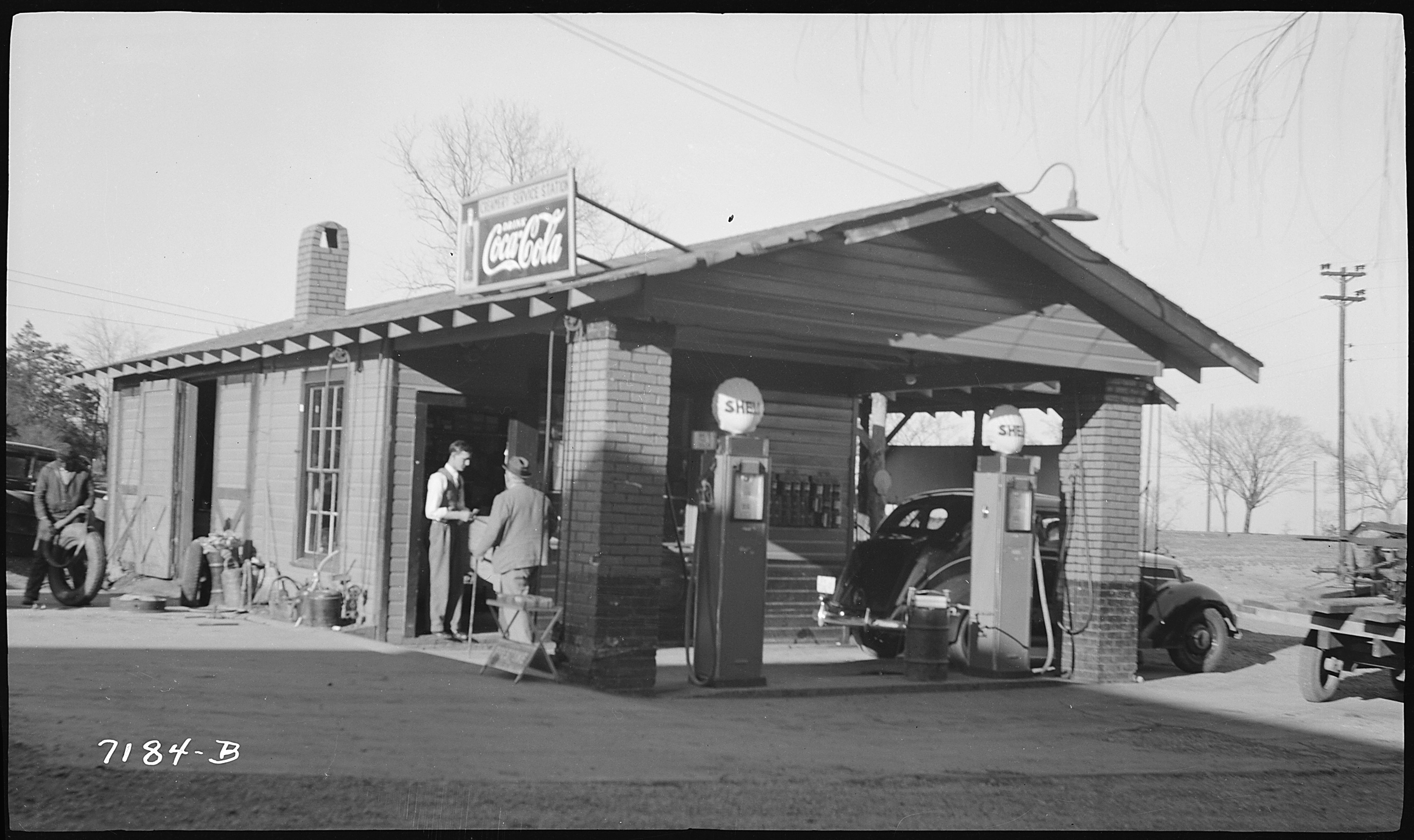
スタークビルにあった乳製品共同販売所（1939年）

## 人口動態
以下は2000年国勢調査による人口統計データである。
| 基礎データ - 人口: 21,869 人 - 世帯数: 9,462 世帯 - 家族数: 4,721 家族 - 人口密度: 328.7人/km2（851.4 人/mi2） - 住居数: 10,191 軒 - 住居密度: 153.2軒/km2（396.7 軒/mi2） 人種別人口構成 - 白人: 64.60% - アフリカン・アメリカン: 30.02 - ネイティブ・アメリカン: 0.15% - アジア人: 3.75% - 太平洋諸島系: 0.04% - その他の人種: 0.64% - 混血: 0.80% - ヒスパニック・ラテン系: 1.34% 年齢別人口構成 - 18歳未満: 20.0% - 18-24歳: 29.7% - 25-44歳: 26.6% - 45-64歳: 15.2% - 65歳以上: 8.6% - 年齢の中央値: 25歳 - 性比（女性100人あたり男性の人口） - 総人口: 102.0 - 18歳以上: 101.5 | 世帯と家族（対世帯数） - 18歳未満の子供がいる: 24.1% - 結婚・同居している夫婦: 34.1% - 未婚・離婚・死別女性が世帯主: 13.0% - 非家族世帯: 50.1% - 単身世帯: 32.1% - 65歳以上の老人1人暮らし: 6.3% - 平均構成人数 - 世帯: 2.24人 - 家族: 2.92人 収入と家計 - 収入の中央値 - 世帯: 22,590米ドル - 家族: 39,557米ドル - 性別 - 男性: 35,782米ドル - 女性: 21,711米ドル - 人口1人あたり収入: 16,272米ドル - 貧困線以下 - 対人口: 31.1% - 対家族数: 18.1% - 18歳未満: 28.3% - 65歳以上: 16.8% |

### 宗教
スタークビル市内には80か所の礼拝所があり、ほとんど全ての宗教が受け入れられている。これはミシシッピ州立大学が幅広い国から学生を受け入れていることが大きく影響している。2007年10月時点で、市民の約半数、49.74%が宗教との関わりを申告しており、その中でも41.59%がプロテスタントであるとしている。カトリック、ヒンドゥー教、モルモン教、イスラム教は小さな比率を占めており、バプテストが25%、メソジストが11%とそこそこの数字になっている。

## 芸術と文化

### コットン地区
コットン地区はスタークビル市内の地域社会であり、世界でも初めてニューアーバニズムの開発が行われた場所である。開発業者で、この地域の多くの所有者かつ管理者だったダン・キャンプが設立した。コットン地区はギリシャ復古調に古典派やヴィクトリア調が組み合わされた建物が並ぶ。特徴ある多くの住宅に加えて、徒歩圏内には多くのレストランやバーがある。

## 政治
スタークビルはアメリカ合衆国下院ミシシッピ州第3選挙区に、また司法では州最高裁判所第3地区に属している。

## 教育
ミシシッピ州立大学

### 公立学校
スタークビル市の公共教育はスタークビル教育学区が管轄している。スタークビル高校の運動部はクラス6A、リージョン2に指定されている。そのイエロージャケット・フットボールチームは1981年以来、10の選手権に出場して州のチャンピオンに6度なった、州内でも成功しているチームである。最近では2015年のチャンピオンになった。

### 私立学校
- スタークビル・アカデミー
- スタークビル・クリスチャン学校

## 大衆文化の中で
1927年、著名パイロットのチャールズ・リンドバーグがグッゲンハイム・ツアーの間にスタークビル郊外に着陸を成功させ、メイベンの町の寮に宿泊した。後に『WE』と題した自叙伝でこの着陸のことを記した。
アメリカ合衆国の中でティーボールを発明したと主張する幾つかの場所の1つである。ティーボールは、1961年に、スタークビル・ロータリークラブの会員だったW・W・リトルジョンとクライド・ミューズ博士が普及させた。ミューズ博士はスタークビルの教育者でもあり、長年スタークビル高校の校長だった。野球やバスケットボールのコーチでも有名だった。その率いたチームは州のチャンピオンとなり、ルイス・マロリー、ジャッキー・ウォフォード、バリー・ウッド、カース・スミスなどが選手だった。町自体は南部の野球首都と考えられ、アメリカ野球殿堂入りしたクール・パパ・ベルの生誕地でもある。ミシシッピ州立大学の野球チームダイアモンド・ドッグスは、ネブラスカ州オマハで開催されるNCAAのカレッジ野球ワールドシリーズにこれまで9回出場した。
1965年5月11日、シンガーソングライターのジョニー・キャッシュが公然酩酊の容疑で逮捕され（ただしキャッシュは花を摘むように摘み出されたと書いている）、スタークビルの監獄に一晩留め置かれた。これが彼の持ち歌である「スタークビル市の監獄」（下記）のヒントになった。
| They're bound to get you, Cause they got a curfew, And you go to the Starkville city jail. | 奴らはお前を掴まえようとしている というのも門限になったからさ それでお前はスタークビル市の監獄に行くことになったのさ |

この歌はアルバム「サン・クエンティンで」に収められた。
2007年11月2日から4日、ジョニー・キャッシュ花摘み祭がスタークビル市で開催された。そこで逮捕されてから40年以上が経っていた。この祭はキャッシュの人生と音楽を顕彰し、死後恩赦を象徴的に受けることになっており、毎年の行事になることが期待されている。この祭は、「ジョニー・キャッシュは7つの場所で逮捕されたが、それらの場所の中で1つのみについて歌を作った」という前提に基づいて、町に毎年開催することを促したロビー・ウォードによって始められた。
「スタークビル」という歌は、フォークデュオのインディゴ・ガールズが2002年に出したアルバム「Become You」の中にも収められている。
2007年の映画『ボラット 栄光ナル国家カザフスタンのためのアメリカ文化学習』は物議を醸したものだが、それに使われたミシシッピ州の地図にスタークビルが見られる。
スタークビルにあるミシシッピ・ホース・パークは全米トップ40に入るロデオの施設であり、北ミシシッピではトップクラスの観光地と見なされている。
スタークビルでは毎年2月にマグノリア独立映画祭が開催されている。独立系映画の祭として、州内最古のものである。
毎年4月の第3週末に開催されるコットン地区芸術祭は、州内でもトップクラスの芸術祭と考えられている。2008年には記録破りの25,000人近い観衆を集めた。参加者としては、雑誌の「ヨール・マガジン」や「サザン・リビング」、音響機器メーカーのピービー・エレクトロニクスの他、州内100人以上のトップ技能者や25のバンドが出ている。
ミシシッピ州では最大の屋外無料コンサートであるブルドッグ・バッシュもスタークビルで開催される。
ミシシッピ州立大学のキャンパスにはグラディス・ウェイド時計博物館があり、18世紀初期からの、大半はアメリカの掛け時計や腕時計の膨大なコレクションがある。400以上の掛け時計のコレクションは、この地域では随一のものである。
1999年から2006年まで放映されたNBCテレビのドラマ『ザ・ホワイトハウス』で、スタークビルが言及された。大統領補佐官のトビーが予算配分を説明し、ミシシッピ州スタークビルでの肥料取扱いに170万ドルを含むと言っている。

## 犯罪と犯罪者
悪名高いギャングのマシンガン・ケリーが2年間スタークビルに住み、ミシシッピ州立大学に通っていた。1917年に農業を学ぶために入学した。ケリーはその始まりから貧乏学生と見なされ、身体衛生については彼として最高グレードの (C+) を与えられた。教授たちとは常に問題を起こし、与えられた罰点を働いて消すために学生時代の多くの時間が割かれた。

## 著名な出身者
- クール・パパ・ベル、ニグロリーグで活躍した野球選手、アメリカ野球殿堂入り
- フリオ・ボーボン、メジャーリーグベースボール選手、テキサス・レンジャーズ他
- ハリー・バージェス、軍人、パナマ運河地帯総督（1928年-1932年）[24]
- ベイリー・ハウエル、カレッジとプロのバスケットボール選手、ボストン・セルティックス他、バスケットボール殿堂入り、スタークビル在住[25]
- ヘイズ・ジョーンズ、陸上競技選手、東京オリンピックの110mハードルで金メダル
- トラビス・アウトロー、NBAバスケットボール選手、ポートランド・トレイルブレイザーズ他
- ジェリー・ライス、NFLアメリカンフットボール選手、サンフランシスコ・フォーティナイナーズ他、プロフットボール殿堂入り